# Kristen Thorup
Kristen Thorup (1942 –), dansk författare. Thorup fick sitt genombrott som prosaförfattare med storstadsromanen "Baby", vars miljö var det proletära Vesterbro i Köpenhamn. Delvis självbiografisk är den starkt uppmärksammade romanserien "Lilla Jonna", "Den långa sommaren", och "Himmel och helvete".